# Bagni di Sokollu Mehmed Pascià
I bagni di Sokollu Mehmed Pascià (in turco: Sokullu Hamamı) sono un complesso di bagni turchi di Edirne, in Turchia. L'edificio sorge nel centro della cittadina turca, a poche decine di metri dalla moschea Üç Şerefeli, e ancora oggi svolge la sua funzione di bagno pubblico.

## Storia e descrizione
L'edificio fu commissionato dal gran visir Sokollu Mehmed Pascià al celebre architetto Sinān e costruito tra il 1568 ed il 1569. Nel corso degli anni sessanta del XX secolo parte della facciata fu demolita per allargare la strada antistante.
L'ingresso principale, riservato agli uomini, e preceduto da un portico sorretto da due colonne e sormontato da una cupola. L'ingresso femminile, più modesto, si trova invece nel lato est della struttura. Gli interni, invariati dal XVI secolo, sono rigorosamente ripartiti in due sezioni, una riservata agli uomini e l'altra alle donne. Entrambi gli spogliatoi sono sormontati dalle cupole sorrette da tamburi ottagonali. L'esterno della struttura presenta una superficie caratterizzata da file di pietre alternate a due di mattoni rossi.